# Псалом 28

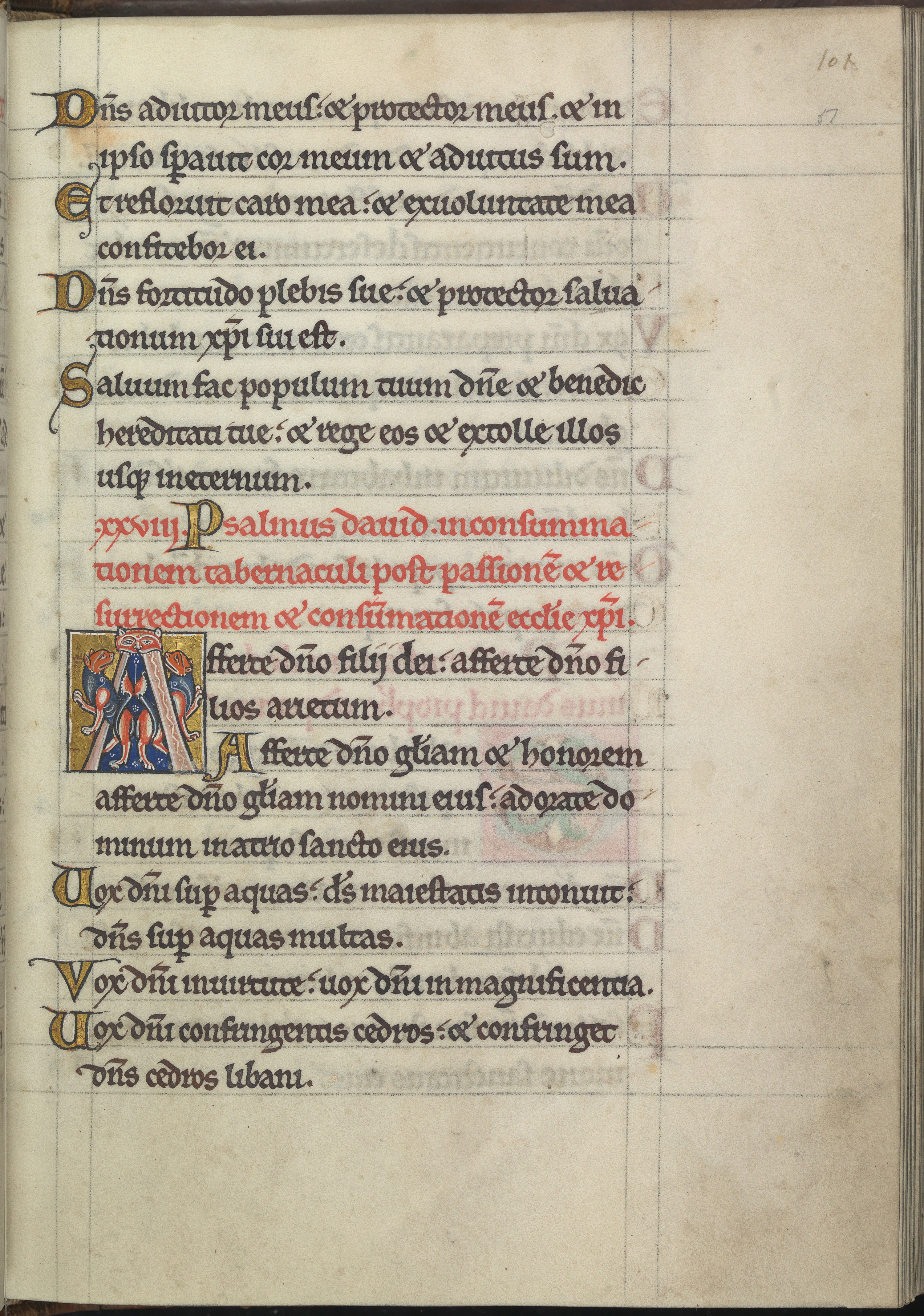
28-й псалом на листе из Псалтири Алиеоноры Аквитанской

Два́дцать восьмо́й псало́м — хвалебный псалом, 28-й псалом из книги Псалтирь (в масоретской нумерации — 29-й). Псалом также называют «Пе́снью грозы́» или «Псалмо́м семи́ громо́в». Известен по латинскому инципиту Afferte Domino filii Dei, «Принесите Господеви сынове Божiи».
Давид приглашает священников воздать Господу честь в Его святилище. В явлениях грозы обнаруживаются слава и сила Господа, сокрушающего кедры ливанские, потрясающего пустыню, разрешающего ланей и величественно восседающего над водами потопа. Господь — Бог израильтян, которым Он даёт силу и мир.

## Текст
Слово «гром» поэтично — «глас Господа» (др.-евр. קול יהוה‬; др.-греч. φωνὴ κυρίου) упомянуто в псалме 7 раз, слово «Господь» — 18 раз. Фразы, которые начаты словами «глас Господа», предварены двумя стихами и завершены двумя стихами. Псалом составлен из трёх частей:
1. Призыв (стихи 1—2) — 4 фразы (в еврейском тексте — 3 «воздайте», 1 «поклонитесь»).
2. Основа (стихи 3—9) — 7 «глас Господа» (в еврейском тексте — 7 букв пары слов, «глас» — 3 буквы и «Господа» — 4 буквы) и 7 фраз между.
3. Заключение (стихи 10—11) — 4 фразы (4 «Господь», 1 «мир»).

В предисловии и послесловии псалма использована фраза «воздайте славу и силу» (ср. доксологию в христианской молитве «Отче наш», «ибо Твоё есть царство и сила и слава вовеки» (Мф. 6:13)), где «воздайте» (стихи 1, 2, 11), «силу» (стихи 1, 11), «славу» (стихи 1, 2, 3, 9).
Иудейский раввин Соломон Исаак (Раши) полагал, что 28-й псалом явился прообразом для создания молитвы «Амида». Вначале — призыв к молитве и поклон, молитва из семи славословий, благословение Богом Своего народа, Израиля, «миром» через священников.
| Греческий текст | Церковнославянский перевод греческого текста | Еврейский текст |
| --- | --- | --- |
| (ψαλμος τω Δαυιδ εξοδιου σκηνης) ενεγκατε τω κυριω υιοι θεου ενεγκατε τω κυριω υιους κριων ενεγκατε τω κυριω δοξαν και τιμην ενεγκατε τω κυριω δοξαν ονοματι αυτου προσκυνησατε τω κυριω εν αυλη αγια αυτου | (псаломъ давиду исхода скинiи) принесите господеви сынове божiи принесите господеви сыны овни принесите господеви славу и честь принесите господеви славу имени его поклонитеся господеви во дворѣ святѣмъ его | (מזמור לדוד‬) הבו ליהוה בני אלים‬ הבו ליהוה כבוד ועז‬ הבו ליהוה כבוד שמו‬ השתחוו ליהוה בהדרת קדש‬ |
| φωνη κυριου επι των υδατων ο θεος της δοξης εβροντησεν κυριος επι υδατων πολλων φωνη κυριου εν ισχυι φωνη κυριου εν μεγαλοπρεπεια φωνη κυριου συντριβοντος κεδρους και συντριψει κυριος τας κεδρους του Λιβανου και λεπτυνει αυτας ως τον μοσχον τον Λιβανον και ο ηγαπημενος ως υιος μονοκερωτων φωνη κυριου διακοπτοντος φλογα πυρος φωνη κυριου συσσειοντος ερημον και συσσεισει κυριος την ερημον καδης φωνη κυριου καταρτιζομενου ελαφους και αποκαλυψει δρυμους και εν τω ναω αυτου πας τις λεγει δοξαν | гласъ господень на водахъ богъ славы возгремѣ господь на водахъ многихъ гласъ господень въ крѣпости гласъ господень въ великолѣпiи гласъ господа сокрушающаго кедры и стрыетъ господь кедры ливанскiя и истнитъ я яко телца ливанска и возлюбленный яко сынъ единорожь гласъ господа пресѣцающаго пламень огня гласъ господа стрясающаго пустыню и стрясетъ господь пустыню кадді́йскую гласъ господень свершающiй елени и открыетъ дубравы и въ храмѣ его всякiй глаголетъ славу | קול יהוה על המים‬ אל הכבוד הרעים‬ יהוה על מים רבים‬ קול יהוה בכח‬ קול יהוה בהדר‬ קול יהוה שבר ארזים‬ וישבר יהוה את ארזי הלבנון‬ וירקידם כמו עגל‬ לבנון ושרין כמו בן ראמים‬ קול יהוה חצב להבות אש‬ קול יהוה יחיל מדבר‬ יחיל יהוה מדבר קדש‬ קול יהוה יחולל אילות ויחשף יערות‬ ובהיכלו כלו אמר כבוד‬ |
| κυριος τον κατακλυσμον κατοικιει και καθιεται κυριος βασιλευς εις τον αιωνα κυριος ισχυν τω λαω αυτου δωσει κυριος ευλογησει τον λαον αυτου εν ειρηνη | господь потопъ населяетъ и сядетъ господь царь въ вѣкъ господь крѣпость людемъ своимъ дастъ господь благословитъ люди своя миромъ | יהוה למבול ישב‬ וישב יהוה מלך לעולם‬ יהוה עז לעמו יתן‬ יהוה יברך את עמו בשלום‬ |

## Толкование
Надписание
Согласно надписанию еврейской, греческой и латинской Библий псалом принадлежит Давиду. Указать точные время и повод написания невозможно. Согласно Септуагинте, в надписании есть уточнение «при окончании праздника кущей», которое указывает на время пения левитами этого псалма в богослужении — при окончании Суккота в последний день праздника. В настоящее время этот псалом евреи употребляют в праздник Шавуот.
Первый стих
«Воздайте Господу, сыны Божии, воздайте Господу славу и честь»
«Принеси́те Го́сподеви, сы́нове Бо́жiи, принеси́те Го́сподеви сы́ны о́вни, принеси́те Го́сподеви сла́ву и че́сть»
Толкование Далласской семинарии: во вступлении к основному содержанию псалма употреблён трёхкратный призыв «воздайте» (стихи 1—2). Призыв Давида обращён к знати Израильской, которых он и называет «сынами Божиими» (בני אלים‬ — «сыновья богов», υἱοὶ θεοῦ — «сыновья Бога»).
Толкование профессора Лопухина: левиты призывают кохенов воздать в святилище славу Богу.
Толкование Раши: «„Воздайте Господу“ — это обоснование для первого благословения („Авот“) молитвы „Амида“. „Сыны Божии“ — это князья. „Воздайте Господу славу и честь“ — это обоснование для второго благословения („Гвурот“) молитвы „Амида“».

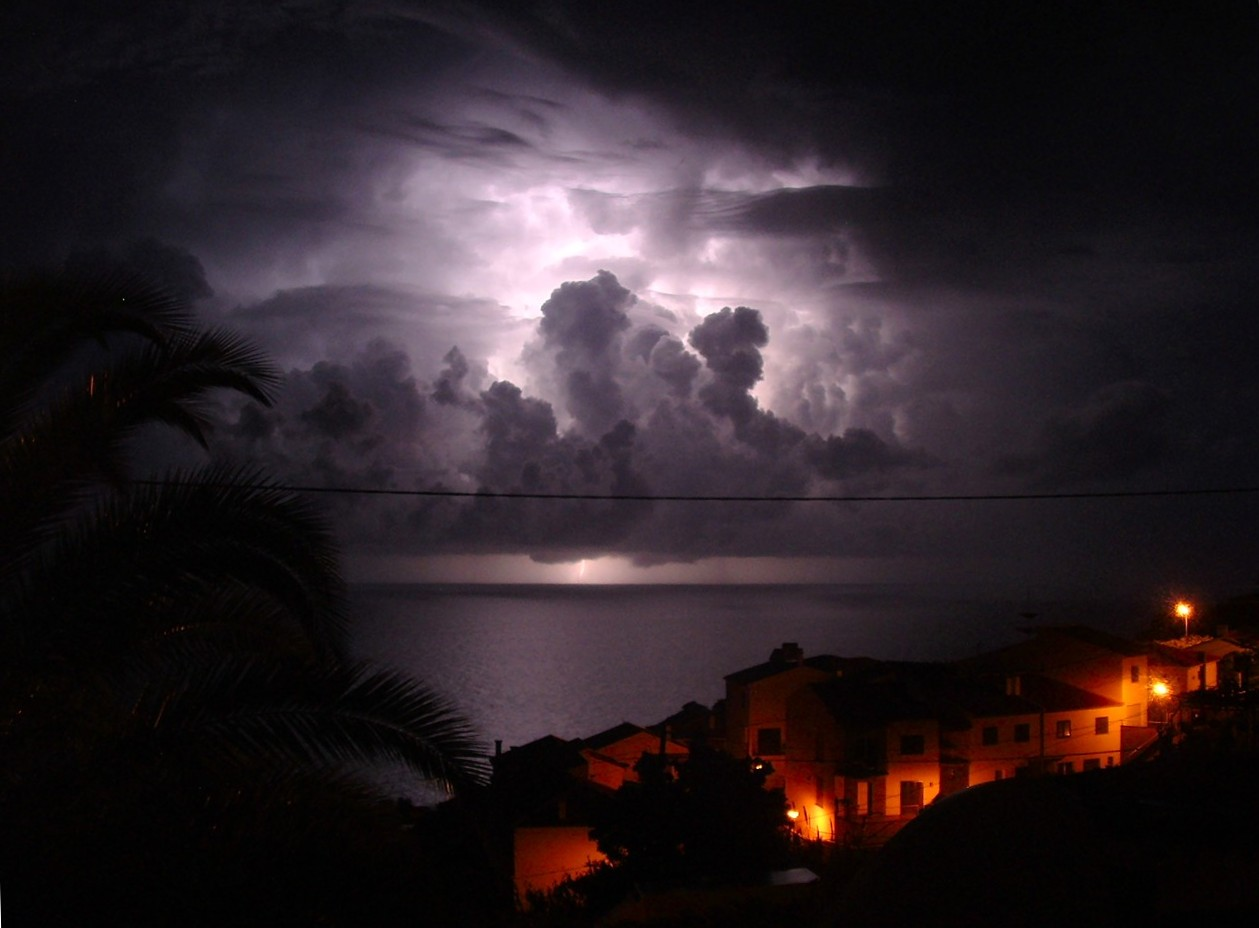
«весь народ видел громы и пламя»,
«вы видели, как Я с неба говорил вам»

Таргум: «сыны Божии» в арамейском переводе — «ангелы» (מלאכיא).
Толкование протоиерея Григория Разумовского: «Под „сынами овними“ должно разуметь тех молодых овнов или барашков, которых по Закону приносили в жертву».
В греческом тексте и церковнославянском переводе греческого текста написано «принесите Господу, сыны Божии, принесите Господу сыны овнов», что первое в еврейском тексте написано אלים‬ (элим — «боги»), а второе отсутствует, однако в Пс. 65:15 упомянуто похожее написание и произнесение אילים‬ (элим — «овны»). 
Второй стих
«Воздайте Господу славу имени Его; поклонитесь Господу в благолепном святилище Его»
Толкование Раши: «„Воздайте Господу славу имени Его“ — о третьем благословении („Кдушат ха-шем“), а также в псалме наличествуют 18 упоминаний имени Господа и по этой причине установили 18 благословений в молитве „Шемоне-Эсре“».
Третий стих
«Глас Господень над водами; Бог славы возгремел, Господь над водами многими»
Толкование Далласской семинарии: «В наводящей ужас грозе (буре) псалмопевец видит свидетельство всеобъемлющего владычества Господа над природой» (стихи 3—9).
Толкование Раши: «„Глас Господень над водами“ — над Красным морем „возгремел на небесах Господь“ (Пс. 17:14)».
Четвёртый стих
«Глас Господа силен, глас Господа величествен»
Толкование Раши: «„Глас Господа силён“ — во время дарования Торы Он снизил силу Своего голоса в соответствии с силой Израиля, как говорится „и Бог отвечал ему голосом“ (Исх. 19:19) — голосом Моисея».
Пятый стих
«Глас Господа сокрушает кедры; Господь сокрушает кедры Ливанские»
Толкование Раши: «„Глас Господа сокрушает кедры“ — цари народов, как говорится „но Господь возгремел в тот день сильным громом над Филистимлянами“ (1Цар. 7:10) и „ибо от гласа Господа содрогнётся Ассур“ (Ис. 30:31), а также во время дарования Торы „ибо есть ли какая плоть, которая слышала бы глас Бога живаго, говорящего из среды огня, как мы, и осталась жива“ (Втор. 5:26), ты услышал и остался в живых, а народы Мира услышали и погибли».
Шестой стих
«И заставляет их скакать подобно тельцу, Ливан и Сирион, подобно молодому единорогу»
Толкование протоиерея Григория Разумовского: «„И возлюбленный яко сын единорожь“ — по разности переводов, это изречение имеет различные толкования. Если иметь в виду перевод с греческого, то под словом „возлюбленный“ нужно разуметь возлюбленный Израиль, то есть народ Божий, который в Едином Боге своём видел силу и рог спасения, и потому был непобедим до тех пор, пока оставался верным Богу».
Толкование Раши: «„И заставляет их скакать подобно тельцу“ — кедры и горы, услышавшие дарование Торы. „Ливан и Сирион“ — названия гор».
Седьмой стих
«Глас Господа высекает пламень огня»
Толкование Далласской семинарии: «В стихе 28:7 подразумевается молния, озаряющая небо после очередного раската грома».
Толкование профессора Лопухина: «„Глас Господа высекает пламень огня“ — разумеется молния».
Толкование Раши: «„Высекает пламень огня“ — раввины объясняли так, что когда Всевышний произносил Десять заповедей, из Его рта вырывалось огненное пламя и писало на скрижалях».
Восьмой стих
«Глас Господа потрясает пустыню; потрясает Господь пустыню Кадес»
Толкование Далласской семинарии: «В стихе 28:8 — действие грозы в пустыне».
Толкование Раши: «„Потрясает пустыню“ — еврейское слово „потрясает“ — подобно выражению „муки, как женщину в родах“ Иер. 6:24. „Потрясает Господь пустыню Кадес“ — которая есть синайская пустыня, как учили раввины в трактате Шаббат „пять названий пустыни: Синай, Цин, Кадеш, Кдемот, Паран“. В стихе названа „пустыней Кадеш“, ибо Израиль был освящён там».
Девятый стих
«Глас Господа разрешает от бремени ланей и обнажает леса; и во храме Его все возвещает о Его славе»
Толкование Раши: «„Глас Господа разрешает от бремени ланей“ — в будущем напугает народы Мира и заставит их дрожать от страха, тех, которые ныне — непоколебимы, как говорится „делает ноги мои, как оленьи“ Пс. 17:34».
Десятый стих
«Господь восседал над потопом, и будет восседать Господь царем вовек. Господь даст силу народу Своему»
Толкование Далласской семинарии: «Здесь, видимо, параллель между грозой, воспеваемой Давидом, и потопом времён Ноя, который тоже обрушил на землю Господь (Он восседал над ним). Этой же метафорой символизируется непреходящая власть Господа над миром».
Одиннадцатый стих
«Господь даст силу народу Своему, Господь благословит народ Свой миром»
Толкование Далласской семинарии: «Псалмопевец выражает уверенность в том, что Всемогущий Господь не лишит силы народ Свой. Развязывающий все природные стихии, Он несёт в Себе и мир (поэтическое противопоставление разрушения и покоя, источником которых является всё тот же Иегова), которым благословит Израиль».
Таргум: «Господь даст силу народу Своему» в арамейском переводе — «Господь даст Тору народу Своему».

## Богослужебное использование
Иудаизм

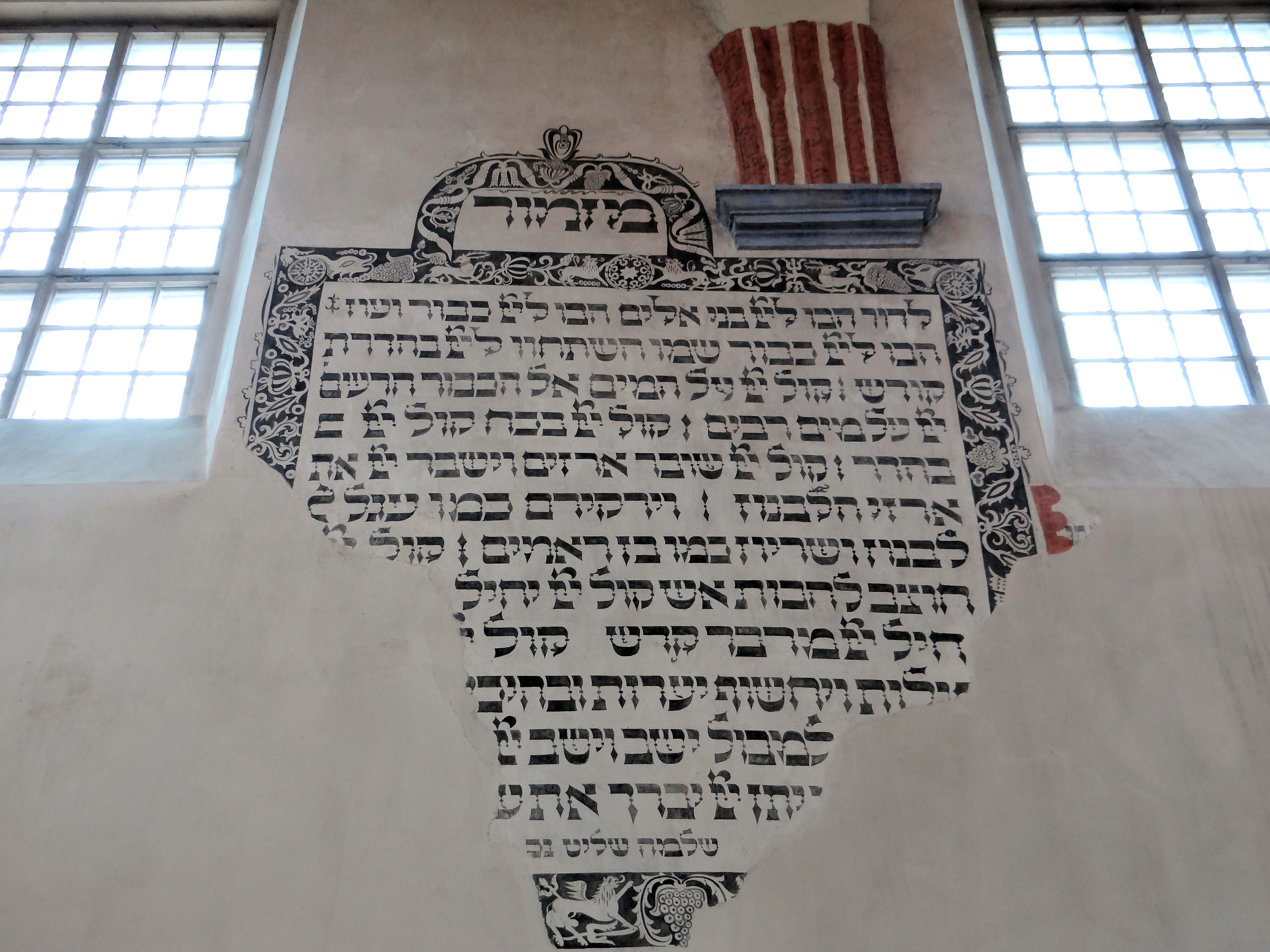
28-й псалом, написанный на штукатурке стены,
интерьер синагоги Тыкоцина (Польша)

В иудаизме 28-м псалмом завершают важные общинные ритуалы, так, например, завершают Каббалат шаббат. Община поёт 28-й псалом во время возвращения свитка Торы в шкаф после публичного зачитывания в субботу.
28:11 «Господь даст силу народу Своему, Господь благословит народ Свой миром», этим стихом завершается трактат «Брахот» вавилонского Талмуда. Также этим стихом завершают 4-е благословение послетрапезной молитвы.
Католицизм
В соответствии с уставом святого Бенедикта, 28-й псалом поют на воскресном утреннем богослужении после чтения Писаний.
Православие
28-й псалом состоит в 4-й кафизме, поют в тех частях православной литургии, куда входит кафизма. Целиком 28-й псалом поют в чинах благословения нового кладезя и благословения кампана, также после мирной ектинии и во время Великого поста, в понедельник Страстной седмицы, в праздники Богоявления и Благовещения. Отдельные стихи псалма поют по разным случаям.

## Критика
В 1935 году Г. Л. Гинзберг предположил, что псалом является переработкой ханаанского гимна, на основании наличия в тексте псалма ханаанских признаков, среди которых:
- Употребление словосочетания бне эли́м (בני אלים‬ — «сыновья богов»), которое соответствует бану́ или́ в угаритских текстах
- Прославление «голоса Яхве» — перефразированная хвала Баала, ханаанского божества-громовержца
- Отсылки к Ливанону, Сириону и Кадесу — всё расположено в Сирии
- Мимация (enclitic mem) в Библии (стих 6)
- Царство Яхве, схожее по форме превосходству Баала над своими врагами

## Мистицизм
28-й псалом прочитывали вслух для сохранения непокрытого сосуда с напитком безопасным в сумерках в среду и при наступлении субботы. Также прочитывали от демонов.

## Рецепция
Литература
| Сынове Бога жива Господу несите, яко сыны овчия хвалу воздадите. Имени Его славу несите премногу, поклонитеся во дворе святем Его Богу. Глас Господень на водах престрашен явися, Бог славы возгремел, есть кто не устрашися? Господь на водах многих волны возбудил есть, егда в них фараона свои погрузил есть. Глас Господень в крепости егда низхождаше, глас во велелепоте егда закон даше. Глас Господень велия кедры сокрушает, и ливанския кедры Господь сотирает. Силныя, яко телцы, на Ливане может истнити, а противу кто стати возможет? А иже бысть милости Его возлюбленный, сыну единорога есть уподобленный. Глас Господень пламени огня пресецает, все густыя пустыни силно сотрясает. И пустыня Каддийска онем сотресеся, никто противный Ему никогда спасеся. Глас Господень елени к роду совершает и темныя дубравы светло открывает. В церкви Его всяк славу должен глаголати, Господь потоп на земли силен населяти. Господь седит яко Царь преславно во веки, ангелы обладая купно [с] человеки. Господь крепость людем си имать даровати и благословение с миром им подати. Симеон Полоцкий, «Псалтирь рифмотворная», 1678 | О! Богодѣти, принесите Вы славу Господу и честь; Его вы жертвою проси́те Въ дворѣ Его, гдѣ-Свя́тость есть: Вы съ поклоненiемъ гласите, Пѣснь Имени Его похвалъ, Чтобъ всякъ живущiй Бога зналъ. Гласъ Божiй на вода́хъ бываетъ; Во славѣ крѣпкiй Богъ гремитъ; Господь моря́ всѣ разливаетъ; Онъ во́здухъ силами стремитъ: Богъ велелѣпно возвѣваетъ; Господень трѣскомъ гласъ страшитъ, Ливански Кедры какъ-круши́тъ. Имъ скачетъ холмъ тельцу подобно; И всякихъ горъ хребетъ премногъ Колеблется, но толь удобно, Младый коль рыщетъ Однорогъ: Господь вжигаетъ огнь способно; Пустыню Божiй гласъ трясетъ; Въ Кадiйску трепетъ степь внесетъ. Творитъ Елени плодородны; Дубравы открываетъ Онъ; Всѣ кро́въ, что-Ему́ природны, Его вѣщаютъ Славы звонъ: Господь лiе́тъ пото́пы во́дны; Все есть, и движестя о Немъ; Надъ всѣмъ ввѣкъ предсѣдитъ Царемъ. Господь свои́мъ дастъ людямъ силу, И въ крѣпость препояшетъ ихъ; И сотворитъ свою́ часть милу, И обще насладитъ благихъ: Съ высотъ приникнетъ къ ихъ кадилу; Спокойствiе возобновитъ, И миромъ ихъ благословитъ. В. К. Тредиаковский, 1753 | О чада, подвластныя ложнымъ богамъ, Узрите владыки вселенныя честь, Почувствуйте область его многомочну, И слышите славное имя его: Узрите творца и падите предъ нимъ: Услышите вышняго гласъ надъ вода́ми: Гласъ сей гремитъ на великихъ вода́хъ, Гласъ сей по всей раздается вселенной, Гласъ сей пресиленъ, сей гласъ велелѣпенъ, Ливанскія кедры сей гласъ исторгаетъ, Ливанъ, Ширіонъ передъ нимъ очень ма́лы, Младыя такъ ма́лы въ пустынѣ тельцы. Гласъ истинна Бога есть огненный пламень: Трепещетъ пустыня отъ гласа сего; Дрожитъ и трясется пустыня Кадеть. Отъ гласа Господня лѣса обнажатся, И жители оныхъ со страхомъ бѣгутъ. Господь отъ потопа хранитъ нашу сушу; Во храмѣ господнемъ все слава и честь, И царствуетъ вышній во вѣки вѣковъ. А. П. Сумароков, 1787 |